# Fulvio Caldini
Fulvio Caldini (né en 1959 à Arezzo) est un pianiste, compositeur, et musicologue italien. 

## Biographie
Diplômé de l’école secondaire du conservatoire de musique de Florence en 1977,
il se perfectionne en piano, puis suit des cours de musique de chambre.
Il étudie l'harmonie et le contrepoint ainsi que le clavecin.
Il a enseigné aux conservatoires de Florence, Cosenza et Vibo Valentia, au lycée de musique d’ Arezzo et à l'institut musical de Modène.  Il enseigne également la musique de chambre au conservatoire de Milan.
Ses compositions suivent généralement des principes minimalistes, montrant l'influence notamment de Steve Reich ou celle de Louis Andriessen,.
Caldini a une préférence pour les instruments à vent (anches doubles particulièrement) . Ses compositions sont  souvent écrites  pour son frère Sandro Caldini, qui joue du  hautbois, hautbois d’amour  et cor anglais.